# Facilitet
Facilitet kan vara en inrättning eller andra ting som inhyser nånting; en plats där man kan ha verksamheter. Själva platsen eller verksamheten underlättar för något annat. Det kan också vara en vana eller strategi som gör något bättre, lättare eller bidrar till frånvaron av problem.
Exempel på faciliteter är institutioner som är upprättade för att fylla en funktion i samhället eller affärslivet. Husbyggnader eller byggnadskomplex brukar ses som faciliteter i sig. De är artefakter som bara genom sin förmåga att hålla kvar rumstemperad luft underlättar för en rad verksamheter, speciellt i ett varierande klimat.
Finansieringsprogram tillhandahållna av låneinstitut som hjälper företag att få fram kapital eller facility management kan vara konkreta system eller sofistikerade strategier som i sig är faciliteter. Exempel på uttryck; "faciliteten i hennes sätt att hantera fiolen är utan motstycke!" Public service eller en samhällsinstitution kan ses som faciliteter. Att gå ihop kollektivt, i grupp, eller samla ihop människor i föreningsliv eller som förvärvsanställda underlättar en hel del saker i många sammanhang. Listan på underlättande faciliteter, infrastrukturer inte nödvändigtvis i kategorin ekonomiska, policyer, av skiftande storhet och komplexitet, är ett lands lagstiftning, krigsmakten, kyrkan, moral, familjen, Genèvekonventionen, EU, fängelser, förr i tiden kungamakten, et cetera.

## Etymologi
Ordet har kommit via mellanfranskans facilité från Latinets facilitās på 1600-talet från ordet facilis. Pluralformen faciliteter, facilities, kan betyda fysiska medel för att göra något.